# Cyrix

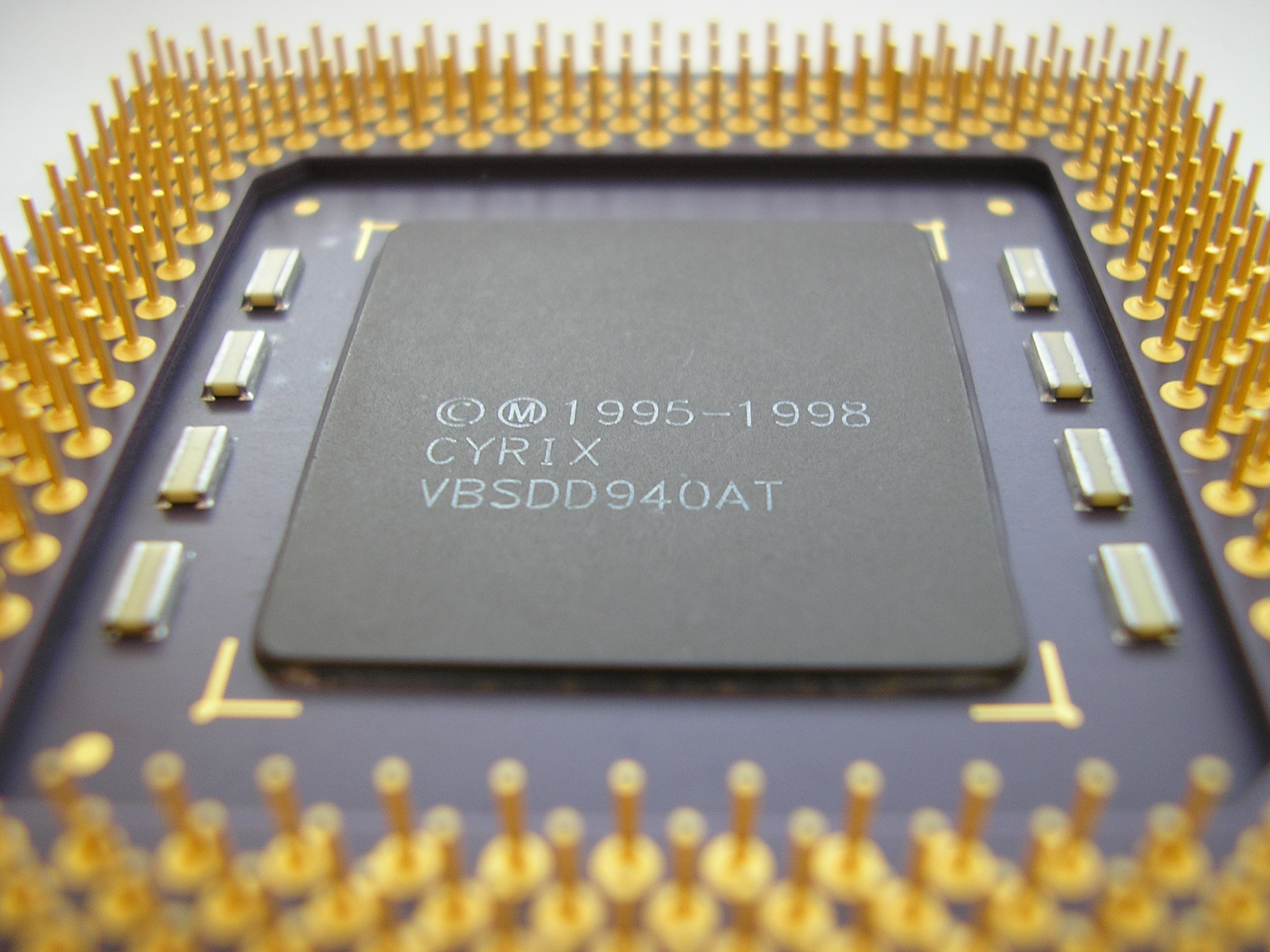
Cyrix MII 433GP

Cyrix Corporation — американська компанія, що виробляла мікропроцесори. Процесори її виробництва мали відмінності від інших виробників процесорів для архітектури x86, але, в цілому, не отримали такого великого поширення як Intel чи AMD.

## Історія
Компанія була створена в 1988 році Джері Роджерсом і Томом Брайтменом в місті Ричардсон, штат Техас, США, з метою виробництва математичних співпроцесорів для Intel 286 і 386.
Засновниками компанії стали колишні співробітники компанії Texas Instruments, і надалі долі цих компаній часто перепліталися, не завжди в позитивному ключі.
Джері Роджерс, один із засновників, безперервно наймав нових інженерів, і при цьому легко розлучався зі старими, зрештою сформувавши таким чином сильну команду з 30 чоловік.
11 листопада 1997 року компанія Cyrix злилася з National Semiconductor.
В 1999 році компанія Cyrix National Semiconductor (на той час була як підрозділ National Semiconductor) була поглинута Тайванським підприємством VIA Technologies.